# تروفيو لايقويليا 2024
تروفيو لايقويليا 2024 (بالإيطالية: Trofeo Laigueglia 2024)‏ هو سباق دراجات هوائية، وهو الموسم الحادي والستين من تروفيو لايقويليا، وأقيم في 28 فبراير 2024 ضمن سباقات سلسلة سباقات الاتحاد الدولي للدراجات للمحترفين 2024.
فاز بالمركز الأول Lenny Martinez (cyclist) ‏، وفاز بالمركز الثاني أندريا فيندرام، وفاز بالمركز الثالث خوان أيوسو.

## الفرق
| فرق عالمية (9)- Arkéa-B&B Hotels - Astana Qazaqstan Team - Cofidis - Decathlon-AG2R La Mondiale - EF Education-EasyPost - Groupama-FDJ - Intermarché-Wanty - Team Jayco AlUla - UAE Team Emirates فرق برو (8)- بنجوال باوليز ساوكس دبليو بي ‏ - كاجا رورال-سيغوروس 2024 ‏ - أوسكالتيل أوسكادي 2024 ‏ - Lotto Dstny - Team Solution Tech–Vini Fantini ‏ - إيولو كوميت ‏ - سويس ريسينغ أكادمي 2024 ‏ - VF Group-Bardiani CSF-Faizané فرق قارية (8)- Biesse–Carrera ‏ - جنرال ستور بوتولي زارديني ‏ - JCL Team Ukyo ‏ - MG.K vis Colors for Peace ‏ - Petrolike ‏ - كولباك ‏ - Team Technipes #inEmiliaRomagna ‏ - Sam–Vitalcare–Dynatek ‏ |  |
| |  |

## المشاركون
| Decathlon-AG2R La Mondiale DAT | Decathlon-AG2R La Mondiale DAT | Decathlon-AG2R La Mondiale DAT |
| ------------------------------ | ------------------------------ | ------------------------------ |
| م                              | عداء                           | مرتبة                          |
| 1                              | Nans Peters ‏                   | 21                             |
| 2                              | أندريا فيندرام                 | 2                              |
| 3                              | Jaakko Hänninen ‏               | لم يكمل السباق                 |
| 4                              | Jordan Labrosse ‏               | لم يكمل السباق                 |
| 5                              | Paul Lapeira ‏                  | 9                              |
| 6                              | Baptiste Veistroffer ‏          | لم يكمل السباق                 |
| 7                              | بينوا كوسنيفروي                | لم يكمل السباق                 |

| UAE Team Emirates UAD | UAE Team Emirates UAD | UAE Team Emirates UAD |
| --------------------- | --------------------- | --------------------- |
| م                     | عداء                  | مرتبة                 |
| 11                    | فيليبو بارونسيني      | 60                    |
| 12                    | Jan Christen ‏         | 5                     |
| 13                    | Alessandro Covi ‏      | 36                    |
| 14                    | خوان أيوسو            | 3                     |
| 15                    | مارك هيرشي (طريق)     | 14                    |
| 16                    | رافال مايكا           | 83                    |

| Intermarché-Wanty IWA | Intermarché-Wanty IWA | Intermarché-Wanty IWA |
| --------------------- | --------------------- | --------------------- |
| م                     | عداء                  | مرتبة                 |
| 21                    | Francesco Busatto ‏    | 29                    |
| 22                    | Simone Gualdi ‏        | 39                    |
| 23                    | جورج تسيمارمان        | لم يكمل السباق        |
| 24                    | Simone Petilli ‏       | 86                    |
| 25                    | لورينزو روتا          | 10                    |
| 26                    | ديون سميث             | لم يكمل السباق        |
| 27                    | Rein Taaramäe         | لم يكمل السباق        |

| Arkéa-B&B Hotels ARK | Arkéa-B&B Hotels ARK | Arkéa-B&B Hotels ARK |
| -------------------- | -------------------- | -------------------- |
| م                    | عداء                 | مرتبة                |
| 31                   | Louis Barré ‏         | 7                    |
| 32                   | فينتشنزو ألبانيز     | 17                   |
| 34                   | Clément Champoussin ‏ | 49                   |
| 35                   | Ewen Costiou ‏        | لم يكمل السباق       |
| 36                   | ميشيل رييس           | 85                   |
| 37                   | Alessandro Verre ‏    | 51                   |

| Groupama-FDJ GFC | Groupama-FDJ GFC          | Groupama-FDJ GFC |
| ---------------- | ------------------------- | ---------------- |
| م                | عداء                      | مرتبة            |
| 41               | Lorenzo Germani ‏          | 79               |
| 42               | رومان جريجوار             | 11               |
| 43               | Lenny Martinez (cyclist) ‏ | 1                |
| 44               | Cyril Barthe ‏             | 97               |
| 45               | روبن تومسون               | 30               |
| 46               | Max Bock‏                  | لم يكمل السباق   |
| 47               | Thibaud Gruel ‏            | لم يكمل السباق   |

| EF Education-EasyPost EFE | EF Education-EasyPost EFE | EF Education-EasyPost EFE |
| ------------------------- | ------------------------- | ------------------------- |
| م                         | عداء                      | مرتبة                     |
| 51                        | ألبرتو بيتول              | 15                        |
| 52                        | Lukas Nerurkar ‏           | 43                        |
| 53                        | Andrea Piccolo ‏           | 40                        |
| 54                        | Darren Rafferty ‏          | 6                         |
| 55                        | آرشي ريان ‏                | 13                        |
| 56                        | جيمس شو                   | 35                        |
| 57                        | Yuhi Todome ‏              | لم يكمل السباق            |

| Cofidis COF | Cofidis COF      | Cofidis COF    |
| ----------- | ---------------- | -------------- |
| م           | عداء             | مرتبة          |
| 61          | خيسوس هييرادة    | لم يكمل السباق |
| 62          | توماس شامبيون    | 82             |
| 63          | Stefano Oldani ‏  | 37             |
| 64          | سيمون جيشكي      | لم يكمل السباق |
| 65          | Jonathan Lastra ‏ | 44             |
| 66          | Axel Mariault ‏   | 23             |
| 67          | Harrison Wood ‏   | لم يكمل السباق |

| Astana Qazaqstan Team AST | Astana Qazaqstan Team AST | Astana Qazaqstan Team AST |
| ------------------------- | ------------------------- | ------------------------- |
| م                         | عداء                      | مرتبة                     |
| 71                        | بيترو فيلاسكو (طريق)      | 8                         |
| 72                        | Gleb Brussenskiy ‏ (طريق)  | 73                        |
| 73                        | Santiago Umba ‏            | 68                        |
| 74                        | لورينزو فورتوناتو         | 25                        |
| 75                        | Gianmarco Garofoli ‏       | 52                        |
| 76                        | كريستيان سكاروني ‏         | 4                         |
| 77                        | Nicolas Vinokurov ‏        | لم يكمل السباق            |

| Team Jayco AlUla JAY | Team Jayco AlUla JAY | Team Jayco AlUla JAY |
| -------------------- | -------------------- | -------------------- |
| م                    | عداء                 | مرتبة                |
| 81                   | Welay Berhe ‏         | لم يكمل السباق       |
| 83                   | أليساندرو دي مارشي   | 54                   |
| 84                   | Davide De Pretto ‏    | 19                   |
| 85                   | فيليكس إنغلهارت      | لم يكمل السباق       |
| 86                   | رودي بوتر ‏           | 31                   |
| 87                   | فيليبو زانا          | 28                   |

| بنجوال باوليز ساوكس دبليو بي ‏ BWB | بنجوال باوليز ساوكس دبليو بي ‏ BWB | بنجوال باوليز ساوكس دبليو بي ‏ BWB |
| --------------------------------- | --------------------------------- | --------------------------------- |
| م                                 | عداء                              | مرتبة                             |
| 91                                | ماركو تيزا                        | 66                                |
| 92                                | فلوريس دي تير                     | 34                                |
| 93                                | Noah Detalle‏                      | لم يكمل السباق                    |
| 94                                | Lucas Jacques‏                     | لم يكمل السباق                    |
| 95                                | Louka Matthys ‏                    | 65                                |
| 96                                | Dimitri Peyskens ‏                 | لم يكمل السباق                    |
| 97                                | Aaron Van der Beken ‏              | لم يكمل السباق                    |

| كاجا رورال-سيغوروس ‏ CJR | كاجا رورال-سيغوروس ‏ CJR | كاجا رورال-سيغوروس ‏ CJR |
| ----------------------- | ----------------------- | ----------------------- |
| م                       | عداء                    | مرتبة                   |
| 101                     | Fernando Barceló ‏       | 18                      |
| 102                     | Jaume Guardeño ‏         | 71                      |
| 103                     | Joseba López ‏           | 63                      |
| 104                     | إدوارد براديس           | 61                      |
| 105                     | ميكال شليغل             | لم يكمل السباق          |
| 106                     | Guillermo Thomas Silva ‏ | 67                      |
| 107                     | Joel Nicolau ‏           | 22                      |

| Team Solution Tech–Vini Fantini ‏ COR | Team Solution Tech–Vini Fantini ‏ COR | Team Solution Tech–Vini Fantini ‏ COR |
| ------------------------------------ | ------------------------------------ | ------------------------------------ |
| م                                    | عداء                                 | مرتبة                                |
| 111                                  | نيكولو بونيفازيو                     | لم يكمل السباق                       |
| 112                                  | دافيد بالداكيني ‏                     | 56                                   |
| 113                                  | فاليريو كونتي                        | لم يكمل السباق                       |
| 114                                  | Lorenzo Quartucci ‏                   | 57                                   |
| 115                                  | مارك بادون                           | لم يكمل السباق                       |
| 116                                  | كريستيان سباراغلي                    | 75                                   |
| 117                                  | Antoine Debons ‏                      | لم يكمل السباق                       |

| أوسكالتيل أوسكادي ‏ EUS | أوسكالتيل أوسكادي ‏ EUS | أوسكالتيل أوسكادي ‏ EUS |
| ---------------------- | ---------------------- | ---------------------- |
| م                      | عداء                   | مرتبة                  |
| 121                    | Iker Mintegi ‏          | 46                     |
| 122                    | Gotzon Martín ‏         | 94                     |
| 123                    | Xabier Berasategi ‏     | 92                     |
| 124                    | James Fouché ‏          | لم يكمل السباق         |
| 125                    | Xabier Isasa ‏          | 90                     |
| 126                    | Joan Bou ‏              | 33                     |
| 127                    | Mikel Iturria ‏         | 93                     |

| Lotto Dstny LTD | Lotto Dstny LTD    | Lotto Dstny LTD |
| --------------- | ------------------ | --------------- |
| م               | عداء               | مرتبة           |
| 131             | Jenno Berckmoes ‏   | لم يكمل السباق  |
| 132             | Johannes Adamietz ‏ | لم يكمل السباق  |
| 133             | Arjen Livyns ‏      | 91              |
| 134             | Sylvain Moniquet ‏  | 47              |
| 135             | إدواردو سيبولفيدا  | لم يكمل السباق  |
| 136             | Jarno Widar ‏       | 95              |
| 137             | يوناس غريغارد      | لم يكمل السباق  |

| إيولو كوميت ‏ PTK | إيولو كوميت ‏ PTK           | إيولو كوميت ‏ PTK |
| ---------------- | -------------------------- | ---------------- |
| م                | عداء                       | مرتبة            |
| 141              | Davide Bais ‏               | 38               |
| 142              | Mattia Bais ‏               | لم يكمل السباق   |
| 143              | Davide De Cassan ‏          | 58               |
| 144              | Matteo Fabbro ‏             | لم يكمل السباق   |
| 145              | Álex Martín ‏               | لم يكمل السباق   |
| 146              | Francisco Muñoz (cyclist) ‏ | 78               |
| 147              | Davide Piganzoli ‏          | 50               |

| سويس ريسينغ أكادمي ‏ TUD | سويس ريسينغ أكادمي ‏ TUD | سويس ريسينغ أكادمي ‏ TUD |
| ----------------------- | ----------------------- | ----------------------- |
| م                       | عداء                    | مرتبة                   |
| 151                     | Marco Brenner ‏          | 12                      |
| 152                     | Aloïs Charrin ‏          | لم يكمل السباق          |
| 153                     | جاكوب أريكسون ‏          | 84                      |
| 154                     | لوكاس أريكسون (طريق)    | 24                      |
| 155                     | Simon Pellaud ‏          | لم يكمل السباق          |
| 156                     | Roland Thalmann ‏        | 32                      |
| 157                     | Luc Wirtgen ‏            | 16                      |

| VF Group-Bardiani CSF-Faizanè VBF | VF Group-Bardiani CSF-Faizanè VBF | VF Group-Bardiani CSF-Faizanè VBF |
| --------------------------------- | --------------------------------- | --------------------------------- |
| م                                 | عداء                              | مرتبة                             |
| 161                               | Luca Covili ‏                      | 62                                |
| 162                               | Vicente Rojas ‏                    | 88                                |
| 163                               | Giulio Pellizzari ‏                | لم يكمل السباق                    |
| 164                               | Alessandro Pinarello ‏             | 26                                |
| 165                               | Manuele Tarozzi ‏                  | 81                                |
| 166                               | Alex Tolio ‏                       | لم يكمل السباق                    |
| 167                               | Davide Gabburo ‏                   | 42                                |

| Team Technipes #inEmiliaRomagna ‏ TER | Team Technipes #inEmiliaRomagna ‏ TER | Team Technipes #inEmiliaRomagna ‏ TER |
| ------------------------------------ | ------------------------------------ | ------------------------------------ |
| م                                    | عداء                                 | مرتبة                                |
| 171                                  | Emanuele Ansaloni ‏                   | 53                                   |
| 172                                  | Nicolò Garibbo ‏                      | لم يبدأ                              |
| 173                                  | Luca Cavallo ‏                        | 27                                   |
| 174                                  | Ludovico Crescioli ‏                  | 45                                   |
| 175                                  | Andrea Innocenti‏                     | 74                                   |
| 176                                  | Andrea Sergiampietri‏                 | لم يكمل السباق                       |
| 177                                  | Filippo Omati‏                        | لم يكمل السباق                       |

| كولباك ‏ MBH | كولباك ‏ MBH         | كولباك ‏ MBH    |
| ----------- | ------------------- | -------------- |
| م           | عداء                | مرتبة          |
| 181         | Matteo Ambrosini ‏   | لم يكمل السباق |
| 182         | Diego Bracalente‏    | لم يكمل السباق |
| 183         | Florian Kajamini ‏   | لم يكمل السباق |
| 184         | Lorenzo Masciarelli‏ | 89             |
| 185         | Sergio Meris ‏       | لم يكمل السباق |
| 186         | Leonardo Volpato‏    | 48             |
| 187         | Pavel Novák ‏        | 87             |

| Biesse–Carrera ‏ BIE | Biesse–Carrera ‏ BIE   | Biesse–Carrera ‏ BIE |
| ------------------- | --------------------- | ------------------- |
| م                   | عداء                  | مرتبة               |
| 191                 | Nicolò Arrighetti‏     | 70                  |
| 192                 | Tommaso Dati ‏         | لم يكمل السباق      |
| 193                 | Francesco Galimberti ‏ | 76                  |
| 194                 | ITA                   | لم يكمل السباق      |
| 195                 | Andrea Montoli‏        | لم يكمل السباق      |
| 196                 | Davide Donati ‏        | 55                  |
| 197                 | Nicolo Pettiti ‏       | لم يكمل السباق      |

| MG.K vis Colors for Peace ‏ MGK | MG.K vis Colors for Peace ‏ MGK | MG.K vis Colors for Peace ‏ MGK |
| ------------------------------ | ------------------------------ | ------------------------------ |
| م                              | عداء                           | مرتبة                          |
| 201                            | Davide Bauce ‏                  | لم يكمل السباق                 |
| 202                            | Francesco Carollo‏              | 96                             |
| 203                            | Simone Carrò‏                   | لم يكمل السباق                 |
| 204                            | Ben Granger‏                    | 72                             |
| 205                            | Matthew Kingston‏               | لم يكمل السباق                 |
| 206                            | Simone Roganti ‏                | لم يكمل السباق                 |
| 207                            | Ciro Perez Alvarez‏             | لم يكمل السباق                 |

| جنرال ستور بوتولي زارديني ‏ GEF | جنرال ستور بوتولي زارديني ‏ GEF | جنرال ستور بوتولي زارديني ‏ GEF |
| ------------------------------ | ------------------------------ | ------------------------------ |
| م                              | عداء                           | مرتبة                          |
| 211                            | Michele Berasi‏                 | لم يكمل السباق                 |
| 212                            | Tommaso Bergagna‏               | لم يكمل السباق                 |
| 213                            | Giovanni Bortoluzzi‏            | لم يكمل السباق                 |
| 214                            | Domenico Cirlincione‏           | 77                             |
| 215                            | Filippo D'Aiuto ‏               | لم يكمل السباق                 |
| 216                            | Marco Palomba‏                  | لم يكمل السباق                 |
| 217                            | Ettore Pozza‏                   | لم يكمل السباق                 |

| JCL Team Ukyo ‏ JCL | JCL Team Ukyo ‏ JCL                | JCL Team Ukyo ‏ JCL |
| ------------------ | --------------------------------- | ------------------ |
| م                  | عداء                              | مرتبة              |
| 221                | جيوفاني كاربوني                   | 41                 |
| 222                | Manabu Ishibashi ‏                 | لم يكمل السباق     |
| 223                | Yūma Koishi ‏                      | لم يكمل السباق     |
| 224                | Nariyuki Masuda ‏                  | 59                 |
| 225                | Atsushi Oka ‏                      | لم يكمل السباق     |
| 226                | توماس بسنتي ‏                      | 20                 |
| 227                | Masaki Yamamoto (cyclist) ‏ (طريق) | 69                 |

| Sam–Vitalcare–Dynatek ‏ IWD | Sam–Vitalcare–Dynatek ‏ IWD | Sam–Vitalcare–Dynatek ‏ IWD |
| -------------------------- | -------------------------- | -------------------------- |
| م                          | عداء                       | مرتبة                      |
| 231                        | Tommaso Bambagioni‏         | لم يكمل السباق             |
| 232                        | Pierelis Belletta‏          | 98                         |
| 233                        | Immanuel D'Aniello‏         | لم يكمل السباق             |
| 234                        | Tommaso Farsetti‏           | لم يكمل السباق             |
| 235                        | Lorenzo Ginestra‏           | لم يكمل السباق             |
| 236                        | Christian Danilo Pase‏      | لم يكمل السباق             |
| 237                        | Lucio Pierantozzi‏          | لم يكمل السباق             |

| Petrolike ‏ PTL | Petrolike ‏ PTL       | Petrolike ‏ PTL |
| -------------- | -------------------- | -------------- |
| م              | عداء                 | مرتبة          |
| 241            | جوناثان كايسيدو      | 64             |
| 242            | دييغو كامارغو ‏       | لم يكمل السباق |
| 243            | Edgar Cadena ‏ (طريق) | 80             |
| 244            | MEX                  | لم يكمل السباق |
| 245            | José Ramon Muñiz ‏    | لم يكمل السباق |
| 246            | MEX                  | لم يكمل السباق |
| 247            | Bernardo Suaza ‏      | لم يكمل السباق |

| Decathlon-AG2R La Mondiale DAT | Decathlon-AG2R La Mondiale DAT | Decathlon-AG2R La Mondiale DAT |
| ------------------------------ | ------------------------------ | ------------------------------ |
| م                              | عداء                           | مرتبة                          |
| 1                              | Nans Peters ‏                   | 21                             |
| 2                              | أندريا فيندرام                 | 2                              |
| 3                              | Jaakko Hänninen ‏               | لم يكمل السباق                 |
| 4                              | Jordan Labrosse ‏               | لم يكمل السباق                 |
| 5                              | Paul Lapeira ‏                  | 9                              |
| 6                              | Baptiste Veistroffer ‏          | لم يكمل السباق                 |
| 7                              | بينوا كوسنيفروي                | لم يكمل السباق                 |

| UAE Team Emirates UAD | UAE Team Emirates UAD | UAE Team Emirates UAD |
| --------------------- | --------------------- | --------------------- |
| م                     | عداء                  | مرتبة                 |
| 11                    | فيليبو بارونسيني      | 60                    |
| 12                    | Jan Christen ‏         | 5                     |
| 13                    | Alessandro Covi ‏      | 36                    |
| 14                    | خوان أيوسو            | 3                     |
| 15                    | مارك هيرشي (طريق)     | 14                    |
| 16                    | رافال مايكا           | 83                    |

| Intermarché-Wanty IWA | Intermarché-Wanty IWA | Intermarché-Wanty IWA |
| --------------------- | --------------------- | --------------------- |
| م                     | عداء                  | مرتبة                 |
| 21                    | Francesco Busatto ‏    | 29                    |
| 22                    | Simone Gualdi ‏        | 39                    |
| 23                    | جورج تسيمارمان        | لم يكمل السباق        |
| 24                    | Simone Petilli ‏       | 86                    |
| 25                    | لورينزو روتا          | 10                    |
| 26                    | ديون سميث             | لم يكمل السباق        |
| 27                    | Rein Taaramäe         | لم يكمل السباق        |

| Arkéa-B&B Hotels ARK | Arkéa-B&B Hotels ARK | Arkéa-B&B Hotels ARK |
| -------------------- | -------------------- | -------------------- |
| م                    | عداء                 | مرتبة                |
| 31                   | Louis Barré ‏         | 7                    |
| 32                   | فينتشنزو ألبانيز     | 17                   |
| 34                   | Clément Champoussin ‏ | 49                   |
| 35                   | Ewen Costiou ‏        | لم يكمل السباق       |
| 36                   | ميشيل رييس           | 85                   |
| 37                   | Alessandro Verre ‏    | 51                   |

| Groupama-FDJ GFC | Groupama-FDJ GFC          | Groupama-FDJ GFC |
| ---------------- | ------------------------- | ---------------- |
| م                | عداء                      | مرتبة            |
| 41               | Lorenzo Germani ‏          | 79               |
| 42               | رومان جريجوار             | 11               |
| 43               | Lenny Martinez (cyclist) ‏ | 1                |
| 44               | Cyril Barthe ‏             | 97               |
| 45               | روبن تومسون               | 30               |
| 46               | Max Bock‏                  | لم يكمل السباق   |
| 47               | Thibaud Gruel ‏            | لم يكمل السباق   |

| EF Education-EasyPost EFE | EF Education-EasyPost EFE | EF Education-EasyPost EFE |
| ------------------------- | ------------------------- | ------------------------- |
| م                         | عداء                      | مرتبة                     |
| 51                        | ألبرتو بيتول              | 15                        |
| 52                        | Lukas Nerurkar ‏           | 43                        |
| 53                        | Andrea Piccolo ‏           | 40                        |
| 54                        | Darren Rafferty ‏          | 6                         |
| 55                        | آرشي ريان ‏                | 13                        |
| 56                        | جيمس شو                   | 35                        |
| 57                        | Yuhi Todome ‏              | لم يكمل السباق            |

| Cofidis COF | Cofidis COF      | Cofidis COF    |
| ----------- | ---------------- | -------------- |
| م           | عداء             | مرتبة          |
| 61          | خيسوس هييرادة    | لم يكمل السباق |
| 62          | توماس شامبيون    | 82             |
| 63          | Stefano Oldani ‏  | 37             |
| 64          | سيمون جيشكي      | لم يكمل السباق |
| 65          | Jonathan Lastra ‏ | 44             |
| 66          | Axel Mariault ‏   | 23             |
| 67          | Harrison Wood ‏   | لم يكمل السباق |

| Astana Qazaqstan Team AST | Astana Qazaqstan Team AST | Astana Qazaqstan Team AST |
| ------------------------- | ------------------------- | ------------------------- |
| م                         | عداء                      | مرتبة                     |
| 71                        | بيترو فيلاسكو (طريق)      | 8                         |
| 72                        | Gleb Brussenskiy ‏ (طريق)  | 73                        |
| 73                        | Santiago Umba ‏            | 68                        |
| 74                        | لورينزو فورتوناتو         | 25                        |
| 75                        | Gianmarco Garofoli ‏       | 52                        |
| 76                        | كريستيان سكاروني ‏         | 4                         |
| 77                        | Nicolas Vinokurov ‏        | لم يكمل السباق            |

| Team Jayco AlUla JAY | Team Jayco AlUla JAY | Team Jayco AlUla JAY |
| -------------------- | -------------------- | -------------------- |
| م                    | عداء                 | مرتبة                |
| 81                   | Welay Berhe ‏         | لم يكمل السباق       |
| 83                   | أليساندرو دي مارشي   | 54                   |
| 84                   | Davide De Pretto ‏    | 19                   |
| 85                   | فيليكس إنغلهارت      | لم يكمل السباق       |
| 86                   | رودي بوتر ‏           | 31                   |
| 87                   | فيليبو زانا          | 28                   |

| بنجوال باوليز ساوكس دبليو بي ‏ BWB | بنجوال باوليز ساوكس دبليو بي ‏ BWB | بنجوال باوليز ساوكس دبليو بي ‏ BWB |
| --------------------------------- | --------------------------------- | --------------------------------- |
| م                                 | عداء                              | مرتبة                             |
| 91                                | ماركو تيزا                        | 66                                |
| 92                                | فلوريس دي تير                     | 34                                |
| 93                                | Noah Detalle‏                      | لم يكمل السباق                    |
| 94                                | Lucas Jacques‏                     | لم يكمل السباق                    |
| 95                                | Louka Matthys ‏                    | 65                                |
| 96                                | Dimitri Peyskens ‏                 | لم يكمل السباق                    |
| 97                                | Aaron Van der Beken ‏              | لم يكمل السباق                    |

| كاجا رورال-سيغوروس ‏ CJR | كاجا رورال-سيغوروس ‏ CJR | كاجا رورال-سيغوروس ‏ CJR |
| ----------------------- | ----------------------- | ----------------------- |
| م                       | عداء                    | مرتبة                   |
| 101                     | Fernando Barceló ‏       | 18                      |
| 102                     | Jaume Guardeño ‏         | 71                      |
| 103                     | Joseba López ‏           | 63                      |
| 104                     | إدوارد براديس           | 61                      |
| 105                     | ميكال شليغل             | لم يكمل السباق          |
| 106                     | Guillermo Thomas Silva ‏ | 67                      |
| 107                     | Joel Nicolau ‏           | 22                      |

| Team Solution Tech–Vini Fantini ‏ COR | Team Solution Tech–Vini Fantini ‏ COR | Team Solution Tech–Vini Fantini ‏ COR |
| ------------------------------------ | ------------------------------------ | ------------------------------------ |
| م                                    | عداء                                 | مرتبة                                |
| 111                                  | نيكولو بونيفازيو                     | لم يكمل السباق                       |
| 112                                  | دافيد بالداكيني ‏                     | 56                                   |
| 113                                  | فاليريو كونتي                        | لم يكمل السباق                       |
| 114                                  | Lorenzo Quartucci ‏                   | 57                                   |
| 115                                  | مارك بادون                           | لم يكمل السباق                       |
| 116                                  | كريستيان سباراغلي                    | 75                                   |
| 117                                  | Antoine Debons ‏                      | لم يكمل السباق                       |

| أوسكالتيل أوسكادي ‏ EUS | أوسكالتيل أوسكادي ‏ EUS | أوسكالتيل أوسكادي ‏ EUS |
| ---------------------- | ---------------------- | ---------------------- |
| م                      | عداء                   | مرتبة                  |
| 121                    | Iker Mintegi ‏          | 46                     |
| 122                    | Gotzon Martín ‏         | 94                     |
| 123                    | Xabier Berasategi ‏     | 92                     |
| 124                    | James Fouché ‏          | لم يكمل السباق         |
| 125                    | Xabier Isasa ‏          | 90                     |
| 126                    | Joan Bou ‏              | 33                     |
| 127                    | Mikel Iturria ‏         | 93                     |

| Lotto Dstny LTD | Lotto Dstny LTD    | Lotto Dstny LTD |
| --------------- | ------------------ | --------------- |
| م               | عداء               | مرتبة           |
| 131             | Jenno Berckmoes ‏   | لم يكمل السباق  |
| 132             | Johannes Adamietz ‏ | لم يكمل السباق  |
| 133             | Arjen Livyns ‏      | 91              |
| 134             | Sylvain Moniquet ‏  | 47              |
| 135             | إدواردو سيبولفيدا  | لم يكمل السباق  |
| 136             | Jarno Widar ‏       | 95              |
| 137             | يوناس غريغارد      | لم يكمل السباق  |

| إيولو كوميت ‏ PTK | إيولو كوميت ‏ PTK           | إيولو كوميت ‏ PTK |
| ---------------- | -------------------------- | ---------------- |
| م                | عداء                       | مرتبة            |
| 141              | Davide Bais ‏               | 38               |
| 142              | Mattia Bais ‏               | لم يكمل السباق   |
| 143              | Davide De Cassan ‏          | 58               |
| 144              | Matteo Fabbro ‏             | لم يكمل السباق   |
| 145              | Álex Martín ‏               | لم يكمل السباق   |
| 146              | Francisco Muñoz (cyclist) ‏ | 78               |
| 147              | Davide Piganzoli ‏          | 50               |

| سويس ريسينغ أكادمي ‏ TUD | سويس ريسينغ أكادمي ‏ TUD | سويس ريسينغ أكادمي ‏ TUD |
| ----------------------- | ----------------------- | ----------------------- |
| م                       | عداء                    | مرتبة                   |
| 151                     | Marco Brenner ‏          | 12                      |
| 152                     | Aloïs Charrin ‏          | لم يكمل السباق          |
| 153                     | جاكوب أريكسون ‏          | 84                      |
| 154                     | لوكاس أريكسون (طريق)    | 24                      |
| 155                     | Simon Pellaud ‏          | لم يكمل السباق          |
| 156                     | Roland Thalmann ‏        | 32                      |
| 157                     | Luc Wirtgen ‏            | 16                      |

| VF Group-Bardiani CSF-Faizanè VBF | VF Group-Bardiani CSF-Faizanè VBF | VF Group-Bardiani CSF-Faizanè VBF |
| --------------------------------- | --------------------------------- | --------------------------------- |
| م                                 | عداء                              | مرتبة                             |
| 161                               | Luca Covili ‏                      | 62                                |
| 162                               | Vicente Rojas ‏                    | 88                                |
| 163                               | Giulio Pellizzari ‏                | لم يكمل السباق                    |
| 164                               | Alessandro Pinarello ‏             | 26                                |
| 165                               | Manuele Tarozzi ‏                  | 81                                |
| 166                               | Alex Tolio ‏                       | لم يكمل السباق                    |
| 167                               | Davide Gabburo ‏                   | 42                                |

| Team Technipes #inEmiliaRomagna ‏ TER | Team Technipes #inEmiliaRomagna ‏ TER | Team Technipes #inEmiliaRomagna ‏ TER |
| ------------------------------------ | ------------------------------------ | ------------------------------------ |
| م                                    | عداء                                 | مرتبة                                |
| 171                                  | Emanuele Ansaloni ‏                   | 53                                   |
| 172                                  | Nicolò Garibbo ‏                      | لم يبدأ                              |
| 173                                  | Luca Cavallo ‏                        | 27                                   |
| 174                                  | Ludovico Crescioli ‏                  | 45                                   |
| 175                                  | Andrea Innocenti‏                     | 74                                   |
| 176                                  | Andrea Sergiampietri‏                 | لم يكمل السباق                       |
| 177                                  | Filippo Omati‏                        | لم يكمل السباق                       |

| كولباك ‏ MBH | كولباك ‏ MBH         | كولباك ‏ MBH    |
| ----------- | ------------------- | -------------- |
| م           | عداء                | مرتبة          |
| 181         | Matteo Ambrosini ‏   | لم يكمل السباق |
| 182         | Diego Bracalente‏    | لم يكمل السباق |
| 183         | Florian Kajamini ‏   | لم يكمل السباق |
| 184         | Lorenzo Masciarelli‏ | 89             |
| 185         | Sergio Meris ‏       | لم يكمل السباق |
| 186         | Leonardo Volpato‏    | 48             |
| 187         | Pavel Novák ‏        | 87             |

| Biesse–Carrera ‏ BIE | Biesse–Carrera ‏ BIE   | Biesse–Carrera ‏ BIE |
| ------------------- | --------------------- | ------------------- |
| م                   | عداء                  | مرتبة               |
| 191                 | Nicolò Arrighetti‏     | 70                  |
| 192                 | Tommaso Dati ‏         | لم يكمل السباق      |
| 193                 | Francesco Galimberti ‏ | 76                  |
| 194                 | ITA                   | لم يكمل السباق      |
| 195                 | Andrea Montoli‏        | لم يكمل السباق      |
| 196                 | Davide Donati ‏        | 55                  |
| 197                 | Nicolo Pettiti ‏       | لم يكمل السباق      |

| MG.K vis Colors for Peace ‏ MGK | MG.K vis Colors for Peace ‏ MGK | MG.K vis Colors for Peace ‏ MGK |
| ------------------------------ | ------------------------------ | ------------------------------ |
| م                              | عداء                           | مرتبة                          |
| 201                            | Davide Bauce ‏                  | لم يكمل السباق                 |
| 202                            | Francesco Carollo‏              | 96                             |
| 203                            | Simone Carrò‏                   | لم يكمل السباق                 |
| 204                            | Ben Granger‏                    | 72                             |
| 205                            | Matthew Kingston‏               | لم يكمل السباق                 |
| 206                            | Simone Roganti ‏                | لم يكمل السباق                 |
| 207                            | Ciro Perez Alvarez‏             | لم يكمل السباق                 |

| جنرال ستور بوتولي زارديني ‏ GEF | جنرال ستور بوتولي زارديني ‏ GEF | جنرال ستور بوتولي زارديني ‏ GEF |
| ------------------------------ | ------------------------------ | ------------------------------ |
| م                              | عداء                           | مرتبة                          |
| 211                            | Michele Berasi‏                 | لم يكمل السباق                 |
| 212                            | Tommaso Bergagna‏               | لم يكمل السباق                 |
| 213                            | Giovanni Bortoluzzi‏            | لم يكمل السباق                 |
| 214                            | Domenico Cirlincione‏           | 77                             |
| 215                            | Filippo D'Aiuto ‏               | لم يكمل السباق                 |
| 216                            | Marco Palomba‏                  | لم يكمل السباق                 |
| 217                            | Ettore Pozza‏                   | لم يكمل السباق                 |

| JCL Team Ukyo ‏ JCL | JCL Team Ukyo ‏ JCL                | JCL Team Ukyo ‏ JCL |
| ------------------ | --------------------------------- | ------------------ |
| م                  | عداء                              | مرتبة              |
| 221                | جيوفاني كاربوني                   | 41                 |
| 222                | Manabu Ishibashi ‏                 | لم يكمل السباق     |
| 223                | Yūma Koishi ‏                      | لم يكمل السباق     |
| 224                | Nariyuki Masuda ‏                  | 59                 |
| 225                | Atsushi Oka ‏                      | لم يكمل السباق     |
| 226                | توماس بسنتي ‏                      | 20                 |
| 227                | Masaki Yamamoto (cyclist) ‏ (طريق) | 69                 |

| Sam–Vitalcare–Dynatek ‏ IWD | Sam–Vitalcare–Dynatek ‏ IWD | Sam–Vitalcare–Dynatek ‏ IWD |
| -------------------------- | -------------------------- | -------------------------- |
| م                          | عداء                       | مرتبة                      |
| 231                        | Tommaso Bambagioni‏         | لم يكمل السباق             |
| 232                        | Pierelis Belletta‏          | 98                         |
| 233                        | Immanuel D'Aniello‏         | لم يكمل السباق             |
| 234                        | Tommaso Farsetti‏           | لم يكمل السباق             |
| 235                        | Lorenzo Ginestra‏           | لم يكمل السباق             |
| 236                        | Christian Danilo Pase‏      | لم يكمل السباق             |
| 237                        | Lucio Pierantozzi‏          | لم يكمل السباق             |

| Petrolike ‏ PTL | Petrolike ‏ PTL       | Petrolike ‏ PTL |
| -------------- | -------------------- | -------------- |
| م              | عداء                 | مرتبة          |
| 241            | جوناثان كايسيدو      | 64             |
| 242            | دييغو كامارغو ‏       | لم يكمل السباق |
| 243            | Edgar Cadena ‏ (طريق) | 80             |
| 244            | MEX                  | لم يكمل السباق |
| 245            | José Ramon Muñiz ‏    | لم يكمل السباق |
| 246            | MEX                  | لم يكمل السباق |
| 247            | Bernardo Suaza ‏      | لم يكمل السباق |

## التصنيف العام النهائي
| التصنيف العام         | التصنيف العام             | التصنيف العام              | التصنيف العام | التصنيف العام |
| العداء                | العداء                    | الفريق                     | الوقت         |               |
| --------------------- | ------------------------- | -------------------------- | ------------- | ------------- |
| 1                     | Lenny Martinez (cyclist) ‏ | Groupama-FDJ               | 5 س 11 د 10 ث |               |
| 2                     | أندريا فيندرام            | Decathlon-AG2R La Mondiale | + 0 ث         |               |
| 3                     | خوان أيوسو                | فريق الإمارات              | + 0 ث         |               |
| 4                     | كريستيان سكاروني ‏         | Astana Qazaqstan Team      | + 0 ث         |               |
| 5                     | Jan Christen ‏             | فريق الإمارات              | + 0 ث         |               |
| 6                     | Darren Rafferty ‏          | EF Education-EasyPost      | + 31 ث        |               |
| 7                     | Louis Barré ‏              | Arkéa-B&B Hotels           | + 53 ث        |               |
| 8                     | بيترو فيلاسكو             | Astana Qazaqstan Team      | + 57 ث        |               |
| 9                     | Paul Lapeira ‏             | Decathlon-AG2R La Mondiale | + 57 ث        |               |
| 10                    | لورينزو روتا              | Intermarché-Wanty          | + 57 ث        |               |
|                       |                           |                            |               |               |
| مصدر: ProCyclingStats |                           |                            |               |               |

## وصلات خارجية
- الموقع الرسمي
- لمحة عن سباق تروفيو لايقويليا 2024 على موقع  ProCyclingStats   (برو  سايكلنج  ستاتس) - إحصاءات  محترفي  الدراجات.
- تروفيو لايقويليا 2024 على موقع إحصائيات الدراجات الإحترافية (الإنجليزية)